# Станіслав Мнішек
Станіслав Мнішек із Буженіну гербу Огоньчик (пол. Stanisław Mniszek; помер близько 1679) — єзуїт, філософ, богослов, педагог, місіонер у Персії, викладач, віце-ректор і ректор єзуїтської колегії в Барі 1647—1657, перший ректор єзуїтської колегії в Коросно до 1679 року.

## Біографія
Предки його родини були нобілітовані у Речі Посполитій у 1598 році, за хоробрість у боротьбі з ворогом, яку проявив, зокрема, Пьотр Мнішек, ймовірно, батько Станіслава Мнішека. Станіслав Мнішек вступив до ордену єзуїтів і був висвячений на священика. Він багато подорожував. Був місіонером у Персії та Османський імперії. Після повернення до Польщі займався єзуїтською освітою. Був віце-ректором і ректором Єзуїтського колегіуму в Барі у 1647—1657 роках. Після побудови Єзуїтського колегіуму в Коросно в 1660—1667 рр. він став ректором і викладачем. З перервами обіймав посаду ректора колегіуму до 1679 року. У 1664 році він також був капеланом великого гетьмана коронного Станіслава Ревери-Потоцького .